# Matthodon
Matthodon — вимерлий рід гієнодонтових ссавців родини Hyaenodontidae. Скам'янілості (6 колекцій) знайдено у Франції.
Маттодон — середнього розміру представник Hyaenodonta, маса тіла якого дається від 12 до 30 кг.